# Megaceron
Megaceron is een kevergeslacht uit de familie van de boktorren (Cerambycidae). De wetenschappelijke naam van het geslacht werd voor het eerst geldig gepubliceerd in 1969 door Martins.

## Soorten
Megaceron omvat de volgende soorten:
- Megaceron antennicrassum (Martins, 1960)
- Megaceron australe (Martins, 1960)